# 양지희
양지희(1984년 10월 25일 ~ )는 대한민국의 농구 선수 출신 농구 지도자이다. 선수 시절 포지션은 센터이며 WKBL 부산 BNK 썸의 코치를 맡았다.

## 경력
WKBL 부천 KEB하나은행과 아산 우리은행 위비에서 뛰었다. 2016-17 시즌을 끝으로 선수 생활을 은퇴하였다. 이후 2019년 4월, 한국여자프로농구 신생팀 부산 BNK 썸의 신임 코치로 발탁되었다.

## 수상
개인
- WKBL 정규리그 MVP: 2016
- WKBL 베스트 5: 2015
- 3× WKBL 블록상: 2014, 2015, 2016

국가대표팀
- 2014년 아시안 게임 농구 –  금메달